# Ханазаров, Джура Ханазарович
Джура Ханазарович Ханазаров — советский хозяйственный, государственный и политический деятель.

## Биография
Родился в 1917 году в Ташкенте. Член КПСС с 1939 года.
Брат - Кучкар Ханазарович Ханазаров - узбекский советский учёный, доктор философских наук, профессор, академик АН Узбекистана.
С 1935 года — на хозяйственной, общественной и политической работе. В 1935—1995 гг. — учитель, комсомольский работник, партийный работник, первый секретарь Карасуйкого райкома КП(б) Узбекистана, первый секретарь Букинского райкома КП(б) Узбекистана, секретарь Каракалпакского обкома КП Узбекистана, министр сельского хозяйства Узбекской ССР, начальник Главголодностепстроя, директор объединения «Халкабад» им. Усмана Юсупова.
Избирался депутатом Верховного Совета Узбекской ССР 5-го созыва.
Умер после 1995 года.

## Отзывы
Джура Ханазаров начинал свою трудовую деятельность учителем, работал на руководящих должностях в молодёжных организациях города Ташкента. Позже занимал ответственные руководящие должности в автономной республике Каракалпакстан, Ташкентской и Сырдарьинской областях Узбекистана.
Д. Ханазаров также был министром сельского хозяйства Узбекистана. Джура-ота страстно любил футбол, он принимал самое активное участие в строительстве стадиона «Пахтакор», оказывал всестороннюю помощь в становлении футбольной команды «Пахтакор» и возведении комплекса спортбазы «Кибрай». Главным делом своей жизни Джура Ханазаров считал строительство стадионов, создание и становление новых футбольных команд, продвижение футбола в массы. Стадионы в Джиззаке, Янгиере, Гулистане, Пахтаарале, Ерджаре, Аккургане, совхозе «Пятилетка» построены по его личной инициативе.
Кроме того, работая министром сельского хозяйства республики, он направлял усилия многих руководителей хозяйств на строительство новых современных стадионов, приобщение сельской молодежи к спорту. Таким образом, только по ташкентской области в конце 50-х — начале 60-х годов были построены крупные стадионы в колхозах «Политотдел», «Свердловец», «Дмитриев» и других. В 1975 году опытный хозяйственник был назначен директором объединения «Халкабад» им. Усмана Юсупова. Поднимал экономику хозяйства и, как всегда, строил спортсооружения. Вскоре на новом 10-тысячном стадионе уже играла футбольная команда «Сохибкор», созданная по инициативе Ханазарова.